# Eberhard Schütt-Wetschky

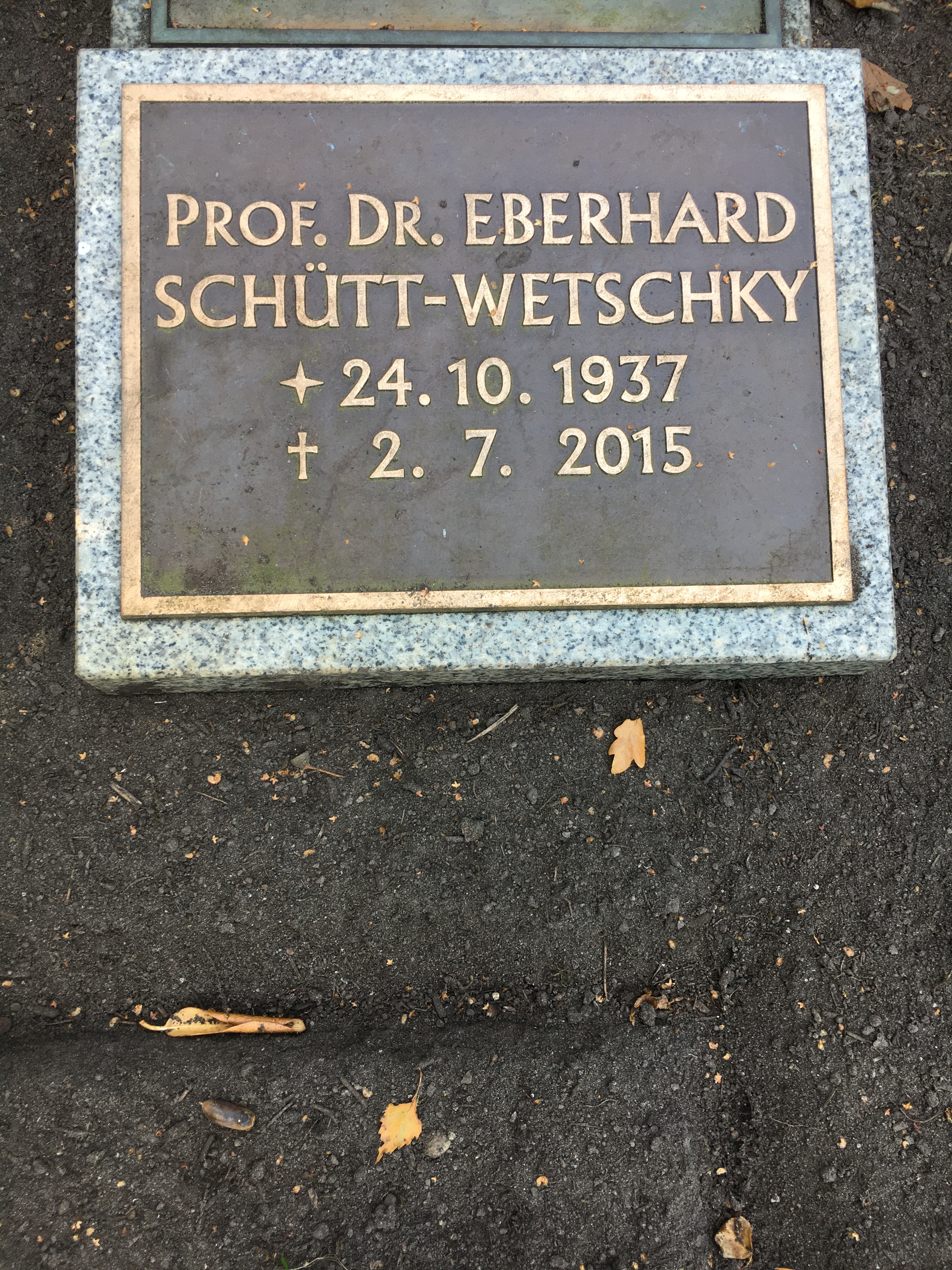
Kissenstein für Eberhard Schuett-Wetschky in der Familiengrabstätte auf dem Friedhof Ohlsdorf

Eberhard Schütt-Wetschky (* 24. Oktober 1937 in Hamburg; † 2. Juli 2015) war ein deutscher Politikwissenschaftler.

## Leben
Nach dem Abitur 1956 am Christianeum in Hamburg arbeitete Schütt-Wetschky zunächst einige Jahre im kaufmännischen Bereich und studierte an den Universitäten Genf und Paris (Sorbonne), ab 1962 schließlich an der Universität Hamburg (zunächst Rechtswissenschaft, dann Politikwissenschaft mit den Nebenfächern Mittlere und Neuere Geschichte, Öffentliches Recht). Schütt-Wetschky wurde 1973 mit einer Untersuchung zum Thema Verhältniswahl/Mehrheitswahl promoviert. 
Von 1974 bis 1979 war er als Assistenzprofessor an der Universität der Bundeswehr Hamburg tätig. Seine von der DFG mit einem Habilitandenstipendium geförderte Habilitation für Politikwissenschaft erfolgte 1981. 1981/82 nahm Schütt-Wetschky eine Professurvertretung wahr; 1983 wurde er zum Privatdozenten ernannt, 1995 zum Professor. 
Seit Oktober 2002 lehrte Schütt-Wetschky Politikwissenschaft am Institut für Sozialwissenschaften der Christian-Albrechts-Universität zu Kiel.
Schütt-Wetschky war Mitgesellschafter des Stahlhandelsunternehmens Heinrich Schütt KG in Hamburg. 1992 gründete er die Stiftung Wissenschaft und Demokratie. Diese fördert derzeit (Stand Mai 2016) das Institut für Sicherheitspolitik an der Universität Kiel und das pw-Portal für Politikwissenschaft. Er hinterließ der Stiftung nach seinem Tod sein Vermögen. Beigesetzt wurde Eberhard Schütt-Wetschky in der Familiengrabstätte auf dem Hamburger Friedhof Ohlsdorf im Planquadrat J 22 unter der Grabnummer 133–138.

## Wissenschaftliche Tätigkeit
Schütt-Wetschkys Forschungsschwerpunkt lag auf dem parlamentarischen Regierungssystem der Bundesrepublik Deutschland. Er hat sich insbesondere mit demokratischer politischer Führung und der Bedeutung von Parteien beschäftigt. Seit seiner 1984 erschienenen Habilitationsschrift Grundtypen parlamentarischer Demokratie unterscheidet er zwischen einem klassisch-liberalen (traditionellen) Typ und einem (realistischen) Gruppentyp parlamentarischer Demokratie. Während der erste vor allem durch das Gegenüber von Parlament und Regierung, die ergebnisoffene Beratung im Plenum des Parlaments und die Abwesenheit politischer Parteien im Bereich staatlicher Entscheidungsfindung geprägt ist, zeichnet sich der realistische Gruppentyp aus durch die Verschmelzung von Parlamentsmehrheit und Regierung zur Regierungsmehrheit, der die parlamentarische Opposition gegenübersteht (neues Gewaltenteilungsmodell). Die politischen Entscheidungen werden dem realistischen Typ zufolge in der Sache von den jeweiligen Mehrheitsparteien getroffen, wobei die Beschlusskompetenz des Parlaments unangetastet bleibt. Nach Auffassung Schütt-Wetschkys entspricht die politische Praxis in parlamentarischen Demokratien weitgehend diesem realistischen Typ.
Die Richtlinienkompetenz des Bundeskanzlers (Art. 65 I GG) hielt Schütt-Wetschky für eine in der Praxis wirkungslose Bestimmung.
Er vertrat den Ansatz einer praxisorientierten Politikwissenschaft, die jedoch die Praxis nicht unkritisch zum Maßstab nimmt, sondern stets kritisch hinterfragt. 
1990 initiierte Schütt-Wetschky zusammen mit Gesine Schwan und Werner Link das Jahrbuch für Politik und gab es geschäftsführend heraus (zwei Halbbände jährlich). 1996 wurde das Jahrbuch erweitert zur Zeitschrift für Politikwissenschaft (ZPol). 1996 rief Schütt-Wetschky zudem die Annotierte Bibliografie der Politikwissenschaft ins Leben, eine bibliografische Datenbank, mit der fortlaufend über alle politikwissenschaftlichen Neuerscheinungen des deutschsprachigen Raums informiert wird.

## Veröffentlichungen (Auswahl)

### Bücher
- Grundtypen parlamentarischer Demokratie. Klassisch-altliberaler Typ und Gruppentyp. Unter besonderer Berücksichtigung der Kritik am „Fraktionszwang“, Freiburg i. Br./München 1984.
- Interessenverbände und Staat, Darmstadt 1997.

### Aufsätze
- Gewaltenteilung zwischen Bundestag und Bundesregierung? Nach dem Scheitern des Gewaltenteilungskonzeptes des Parlamentarischen Rates: Gemeinwohl durch Parteien statt durch Staatsorgane?. In: Klaus Dicke (Hrsg.), Der Demokratische Verfassungsstaat in Deutschland. 80 Jahre Weimarer Reichsverfassung, 50 Jahre Grundgesetz, 10 Jahre Fall der Mauer, Baden-Baden 2001, S. 67–117.
- Richtlinienkompetenz des Bundeskanzlers, demokratische Führung und Parteiendemokratie. Teil I: Richtlinienkompetenz als Fremdkörper in der Parteiendemokratie. In: Zeitschrift für Politikwissenschaft 13 (2003), Heft 4, S. 1897–1932.
- Richtlinienkompetenz des Bundeskanzlers, demokratische Führung und Parteiendemokratie. Teil II: Fehlinformation des Publikums. In: Zeitschrift für Politikwissenschaft 14 (2004); Heft 1, S. 5–29.
- Regierung, Parlament oder Parteien: Wer entscheidet, wer beschließt? In: Zeitschrift für Parlamentsfragen 36 (Heft 3), S. 489–507.
- Zusammen mit Sebastian Galka: Parlamentarismuskritik und Grundgesetz: Hat der Parlamentarische Rat Fraktionsdisziplin abgelehnt? In: Zeitschrift für Politikwissenschaft 17 (2007), Heft 4, S. 1095–1117.
- Praxisorientierte Politikwissenschaft. Kritik der empirisch-analytischen und behavioralistischen sowie der traditionellen normativen Position. In: Peter Haungs (Hrsg.), Wissenschaft, Theorie und Philosophie der Politik. Konzepte und Probleme, Baden-Baden 1990, S. 19–62.